# Sofia Belingheri
Sofia Belingheri (Bergamo, 24 aprile 1995) è una snowboarder italiana.

## Biografia
Ha debuttato in Coppa Europa il 18 dicembre 2010 a Cortina D'Ampezzo, ottenendo il primo podio il 12 gennaio 2013 a Puy St. Vincent (terzo posto). In Coppa del Mondo ha debuttato l'11 gennaio 2014 a Vallnord-Arcalis, conquistando il primo podio il 21 dicembre 2019 a Cervinia arrivando terza nella gara vinta da Michela Moioli.
Vanta quattro partecipazioni ai mondiali juniores (miglior risultato un quinto posto a Yabull 2015), mentre ai mondiali si è classificata 21ª a Kreischberg 2015 e 15ª sia a Sierra Nevada 2015 che a Solitude 2019. 
Ha fatto parte della spedizione olimpica ai Giochi olimpici invernali di Pyeongchang 2018, ma non ha partecipato alla gara di snowboard cross per la decisione degli allenatori di non far partire lei e Francesca Gallina poiché la pista è stata ritenuta troppo pericolosa per chi aveva problemi fisici.
Ha rappresentato l'Italia all'Olimpiade di Pechino 2022 è stata eliminata agli ottavi nello snowboard cross.

## Palmarès

### Mondiali juniores
- 2 medaglie:
  - 1 argento (snowboard cross a squadre a Yabuli 2015)
  - 1 bronzo (snowboard cross a squadre a Chiesa in 3 2014)

### Coppa del Mondo
- Miglior piazzamento nella Coppa del Mondo di snowboard cross: 6ª nel 2020
- 1 podio:
  - 1 terzo posto